# Hubba bint Hulail
 (avril 2024).
La mise en forme du texte ne suit pas les recommandations de Wikipédia : il faut le « wikifier ».
Les points d'amélioration suivants sont les cas les plus fréquents :
- Les titres sont pré-formatés par le logiciel. Ils ne sont ni en capitales, ni en gras.
- Le texte ne doit pas être écrit en capitales (les noms de famille non plus), ni en gras, ni en italique, ni en « petit »…
- Le gras n'est utilisé que pour surligner le titre de l'article dans l'introduction, une seule fois.
- L'italique est rarement utilisé : mots en langue étrangère, titres d'œuvres, noms de bateaux, etc.
- Les citations ne sont pas en italique mais en corps de texte normal. Elles sont entourées par des guillemets français : « et ».
- Les listes à puces sont à éviter, des paragraphes rédigés étant largement préférés. Les tableaux sont à réserver à la présentation de données structurées (résultats, etc.).
- Les appels de note de bas de page (petits chiffres en exposant, introduits par l'outil «  Source ») sont à placer entre la fin de phrase et le point final[comme ça].
- Les liens internes (vers d'autres articles de Wikipédia) sont à choisir avec parcimonie. Créez des liens vers des articles approfondissant le sujet. Les termes génériques sans rapport avec le sujet sont à éviter, ainsi que les répétitions de liens vers un même terme.
- Les liens externes sont à placer uniquement dans une section « Liens externes », à la fin de l'article. Ces liens sont à choisir avec parcimonie suivant les règles définies. Si un lien sert de source à l'article, son insertion dans le texte est à faire par les notes de bas de page.
- La présentation des références doit suivre les conventions bibliographiques. Il est recommandé d'utiliser les modèles {{Ouvrage}}, {{Chapitre}}, {{Article}}, {{Lien web}} et/ou {{Bibliographie}}. Le mode d'édition visuel peut mettre en forme automatiquement les références.
- Insérer une infobox (cadre d'informations à droite) n'est pas obligatoire pour parachever la mise en page.

Pour une aide détaillée, merci de consulter Aide:Wikification.
Si vous pensez que ces points ont été résolus, vous pouvez retirer ce bandeau et améliorer la mise en forme d'un autre article.
Hubba bint Hulail (arabe : حبة بنت هليل) est la grand-mère de Hashim ibn 'Abd Manaf, donc l'arrière-arrière-arrière-grand-mère du prophète islamique Mahomet

## Biographie
Hubbah était la fille de Hulail ibn Hubshiyyah,, ibn Salul ibn Ka'b ibn Amr al-Khuza'  je de Banu Khuza'a qui était l'administrateur et le gardien de la Ka'  bah (arabe : كَـعْـبَـة, 'Cube'). Elle épousa Qusai ibn Kilab et après la mort de son père, les clés de la Kaaba lui furent confiées. Qusai, selon la volonté de Hulail, avait après lui la tutelle de la Kaaba.
Hubbah n'a jamais abandonné ses espoirs ambitieux pour la lignée de son fils préféré Abd Manaf. Ses deux petits-fils préférés étaient les fils jumeaux Amr et Abd Shams, de ‘Ātikah bint Murrah. Hubbah espérait que les opportunités manquées par Abd Manaf seraient compensées par ces petits-fils, en particulier Amr, qui semblait beaucoup plus apte à ce rôle que n'importe lequel des fils de Abd al-Dar. Il était cher au 'ayn (arabe : عـيـن, œil) de sa grand-mère Hubbah.

## Famille
Qusai ibn Kilab a eu quatre fils de Hubbah: Abd-al-Dar ibn Qusai dédié à sa maison, Abdu'l Qusayy dédié à lui-même, Abd-al-Uzza ibn Qusai à sa déesse (  Uzza) et Abd Manaf ibn Qusay à l'idole vénérée par Hubbah. Ils eurent également deux filles, Takhmur et Barrah. Le vrai nom d'Abd Manaf était « Mughirah », et il portait également le surnom de « al-Qamar ». (la Lune) parce qu'il était beau.
Hubbah était lié à Muhammad de plusieurs manières. Premièrement, elle était l'arrière-arrière-grand-mère de son père Abdallah. Elle était également l'arrière-grand-mère d'Umm Habib et Abdul-Uzza, respectivement. la grand-mère et le grand-père maternels de la mère de Muhammad Amina.